# Philippe Manoury
Pour les articles homonymes, voir Manoury.
Œuvres principales
- K…,

Sound and Fury,
La trilogie Köln...
Philippe Manoury, né le 19 juin 1952 à Tulle en Corrèze, est un compositeur français. Il est l'auteur d'un vaste catalogue comprenant musiques solistes, musiques de chambres, pièces pour orchestre, opéras, ainsi que des œuvres électroniques.

## Biographie
Né à Tulle en 1952, Philippe Manoury commence la musique à neuf ans, et se met rapidement à composer[réf. souhaitée]. Il rencontre Gérard Condé[réf. souhaitée], qui lui fait découvrir les grandes partitions classiques et romantiques et l'École de Vienne, et l'introduit auprès de Max Deutsch, élève d'Arnold Schönberg. Il apprend rapidement les techniques de composition. Les œuvres  de Karlheinz Stockhausen, de Pierre Boulez et de Iannis Xenakis deviennent à cette époque ses références principales,. C'est la création de Cryptophonos par le pianiste Claude Helffer en 1974 qui le fait connaître au public. Il entre ensuite au Conservatoire national supérieur de musique de Paris, où enseigne Michel Philippot  qui lui fait découvrir les premiers essais de formalisation musicale. À dix-neuf ans, ses œuvres sont déjà jouées dans les principaux concerts et festivals de musique contemporaine[réf. nécessaire].
Philippe Manoury, au début des années 1970, étudie la composition assistée par ordinateur avec Pierre Barbaud, l'un des pionniers en la matière.
De 1978 à 1980, il vit au Brésil et y donne des conférences dans les universités[réf. souhaitée].
En 1980, il rejoint l'IRCAM en tant que chercheur, au moment de la révolution informatique dans le domaine musical, où il collabore avec les chercheurs Giuseppe di Giugno et Miller Puckette. Il y travaille notamment le domaine de l'interaction entre l'instrument et la machine et devient l'un des pionniers de la musique électronique en temps réel, domaine dans lequel il continue jusqu'à aujourd'hui de travailler. L'informatique musicale devient un outil fondamental dans son travail de composition, que le compositeur associe à bon nombre de genres musicaux, musiques solistes, musiques de chambre, œuvres pour orchestre et même opéra. En collaborant avec Miller Puckette de l'Ircam, il écrit notamment le cycle Sonus ex-machina (comprenant Jupiter, Pluton, La partition du ciel et de l'enfer et Neptune) pour différents instruments et électronique en temps réel. En 1988, Jupiter lui vaut le prix SACEM de la meilleure création contemporaine[réf. souhaitée]. Pour la composition de Pluton pour piano (1991), le chercheur développe un nouveau logiciel (permettant le suivi de partition) qui deviendra mondialement célèbre sour le nom Max/MSP.
Pendant un temps, Philippe Manoury est responsable de la pédagogie au sein de l'Ensemble intercontemporain puis devient professeur de composition et de musique électronique au Conservatoire National Supérieur de Lyon. Pendant cette période, Pierre Boulez dirige plusieurs de ses compositions aux États-Unis (Chicago, New York, Cleveland), dont sa grande œuvre pour orchestre Sound and Fury (1999). Son opéra K..., d'après le procès de Kafka ,est créé à l'opéra Bastille la même année.
De 2004 à 2012, Philippe Manoury est professeur et chercheur à l'Université de Californie à San Diego (UCSD). Il y enseigne la composition, l'informatique musicale et l'analyse. À cette occasion, il expose dans un entretien accordé à l'hebdomadaire Le Nouvel Observateur les raisons, essentiellement économiques, de son départ pour cette université. Il émet cependant des réserves sur les motivations de ses étudiants qui semblent plus tournées vers la recherche d'un poste d'enseignement que vers le développement d'une carrière artistique. De retour en France en 2013, il s'installe à Strasbourg et devient professeur de composition à la Haute Académie des Arts du Rhin à Strasbourg. En 2015, il fonde sa propre académie de composition à l'intérieur du festival Musica à Strasbourg. Il décide de la clore brutalement en 2018 en réaction au manque de professionnalisme et à l'arrogance de la nouvelle direction de ce festival.[réf. souhaitée]
En 2014, il est fait Officier de l'Ordre des arts et des lettres et il devient membre en 2015 de l'Académie des arts de Berlin.
Il occupe la chaire de Création artistique du Collège de France pour la saison 2016-2017 et tient sa leçon inaugurale, « L’invention de la musique », le 26 janvier 2017. Il expose dans ses cours ce qui sont ses principaux axes de recherches : le renouvellement de l'orchestre symphonique, la musique électronique en temps réel et le développement du genre "opéra" pour lequel il a théorisé un nouveau modèle : le Thinkspiel, mêlant théâtre chanté, parlé, musiques électronique et instrumentale.
Sa collaboration avec le chef d'orchestre François-Xavier Roth, qui l'installe comme "Komponist für Köln", a été à l'origine de nombreuses créations pour grand orchestre, dont La Trilogie Köln (Ring, In situ et Lab.Oratorium).
Daniel Barenboim lui a commandé Das Wohlpräparierte Klavier pour piano et électronique qu'il a créé dans la Pierre Boulez Saal à Berlin en septembre 2021[réf. souhaitée]. À l'occasion de son 70e anniversaire en 2022, Philippe Manoury est l'objet une grande rétrospective de ses œuvres jouées à la Philharmonie de Paris, à Radio France, ainsi que lors de nombreux concerts à Lugano, au Festival Messiaen, à Porto, Amsterdam, Orléans et Strasbourg[réf. souhaitée].
Philippe Manoury travaille sur deux grands projets : 
- Présences, une pièce pour grand orchestre dont la création est prévue au Suntory Hall de Tokyo en août 2024.
- un nouveau "thinkspiel" de très grande envergure : Die letzten Tage der Menschheit (Les derniers jours de l'humanité) d'après l'œuvre de Karl Kraus, dont la création est prévue au Festival d'Aix en 2025, dans une mise en scène de Nicolas Stemann sous la direction musicale de François-Xavier Roth.

Ses œuvres sont publiées par les éditions Durand à Paris et ses écrits sont consultables sur son blog philippemanoury.com.

## Œuvre
Les œuvres de Philippe Manoury abordent tous les genres, musique vocale, musique de chambre, musique soliste, musique d'ensemble, musique électronique, musique pour grand orchestre et opéra.

### Composition
- 1972 : Sonate pour deux pianos
- 1974 : Cryptophonos pour piano
- 1978 : Numéro huit
- 1981 : Zeitlauf pour voix et bande magnétique
- 1985 :
  - Petit Aleph
  - Quatuor à cordes
  - Trio à cordes, Gestes
  - Le Livre des claviers
  - Aleph, pour 4 voix, clarinette basse, piano et 4 groupes d'orchestre
- 1987 : Jupiter pour flûte et électroniques
- 1988 : Pluton pour piano et électroniques
- 1989 :
  - La Partition du ciel et de l'enfer pour flûte, deux pianos, orchestre et électronique
  - Le livre des claviers, pour 6 percussions
  - Xanadu, pour soprano et clarinette
- 1991 : Neptune pour trois percussionnistes et électroniques
- 1992 :
  - Prélude and Wait pour grand orchestre
  - Michigan Trio, une commande de l'université d'État du Michigan
- 1993 : 
  - Pentaphone cinq pièces pour orchestre
  - En écho, pour soprano et électronique
- 1994 : Passacaille pour Tokyo pour piano et ensemble
- 1996 : Ultima, pour clarinette, violoncelle et piano
- 1997 :
  - 60e Parallèle, un opéra avec électronique, créé en 1998 au Théâtre du Châtelet[1]
  - Last, pour marimba et clarinette basse.
- 1998 : 
  - Toccata pour piano
  - Fragments pour un portrait, 7 pièces pour ensemble
- 1999 : Sound and Fury pour grand orchestre
- 2000-2001 :
  - K…, opéra en douze scènes
- 2002 : 
  - La ville (… première sonate…), pour piano
  - Slova pour chœur de chambre
- 2003 : 
  - Fragments d'Héraclite, pour chœur de chambre
  - Noon, pour soprano, chœur, électronique et grand orchestre
  - La Frontière, opéra de chambre en quatre tableaux
- 2004 : Blackout, pour mezzo et ensemble
- 2005 : On-Iron, événement scénique multimédia pour 4 chanteurs, chœur de chambre, une percussion et électronique
- 2005 : 
  - Strange Ritual, pour ensemble
  - Identité remarquables, pour ensemble
  - Instant pluriels, pour 2 ensembles
- 2006 : 
  - Partita I, pour alto et électronique
  - Trakl gedichte pour chœur de chambre
- 2007 : 
  - Abgrund pour grand orchestre
  - Cruel Spirals pour soprano et ensemble
- 2008 : 
  - Terra ignota in memoriam Karlheinz Stockhausen pour piano et orchestre de chambre
  - Veränderungen (… deuxième sonate…), pour piano
  - Missa obscura pour 5 voix d'hommes
- 2009 : Gesänge-Gedenken, pour mezzo et ensemble
- 2010 : Stringendo (premier quatuor à cordes)
- 2010 : Tensio (deuxième quatuor à cordes avec électronique)
- 2011 : 
  - La Nuit de Gutenberg, opéra en un prologue et douze tableaux
  - Hypothèse du sextuor, pour flûte, clarinette, percussion, piano, violon et violoncelle
  - Rêve, orchestration du mouvement lent de la Première suite d'orchestre de Claude Debussy
  - Bagatelles, 6 courtes pièces pour piano
- 2012 : 
  - Echo-Daimónon, pour piano, électronique et grand orchestre
  - Partita II, pour violon et électronique
  - Illud etiam, pour soprano et électronique
- 2013 : 
  - Melencolia (troisième quatuor à cordes)
  - Zones de turbulences, concerto pour deux pianos et orchestre
  - In situ pour grand orchestre spatialisé
  - Melencolia-Figuren, pour quatuor à cordes et orchestre
- 2014 : 
  - Le temps, mode d'emploi, pour deux pianos et électronique
  - Trauermärsche, pour ensemble
  - Geistliche Dämmerung, pour chœur de chambre
  - Silo, pour flute en sol et alto
- 2015 : 
  - 6 études, pour piano
  - Fragmenti (quatrième quatuor à cordes)
  - Bref aperçu sur l'infini, pour violoncelle et orchestre
  - Chaconne, pour violoncelle (avec bourdon obligé)
- 2016 : 
  - Ring, pour grand orchestre spatialisé
  - B-Partita, pour violon, électronique et ensemble
  - États d'alerte, pour 2 percussions et orchestre
  - La Trilogie Köln : cycle de 3 pièces pour très grand orchestre spatialisé destiné à la salle de la Philharmonie de Cologne (Allemagne) dont la création a couvert la période 2016-2019.
- 2017: 
  - Kein Licht, Thinkspiel pour acteurs, chanteurs, musiciens et musique électronique en temps réel
  - Passages, pour clarinette et orchestre
  - Quasi una ciacona, pour alto solo
- 2018 : Saccades, pour flûte et orchestre
- 2019 : 
  - Lab.Oratorium, pour 2 acteurs, 2 chanteuses, 2 chœurs, électronique et grand orchestre spatialisé
  - Zwei Jahrhunderte später (über eine Waltz von Anton Diabelli), pour piano
- 2020
  - Anticipations, pour grand orchestre spatialisé
  - Erinnerungen, pour ensemble
  - Fanfare, pour 4 cors, 4 trompettes, 4 trombones et 1 tuba
  - Trois miniatures, pour flûte, celesta et quatuor à cordes
  - Mouvements, pour piano et ensemble
  - Kein Licht Suite, pour mezzo et ensemble
  - Argumenta, pour deux percussions
  - Soubresauts, pour flute seule
  - Skala, musique électronique en temps réel
  - Das Wohlprëparierte Klavier (… troisième sonate…), pour piano et électronique
- 2021
  - Mouvements pour piano et ensemble instrumental.
  - Réseaux et Dérèglement, deux études pour piano.
  - Silex pour orchestre de percussions
  - 13 bagatelles pour piano
  - Rémanences-Palimpseste pour grand orchestre.
- 2022
  - Grammaires du sonore pour ensemble
  - Ouverture pour un festival pour ensemble de cuivre.

### Discographie sélective
- Petit Aleph, chez Adda (1988)
- Quatuor à cordes, chez M.F.A./Harmonia Mundi
- Le Livre des claviers, chez Philips Classics
- Jupiter et La partition du Ciel et de l'Enfer, chez M.F.A./Adès
- Zeitlauf, chez M.F.A./Erato (1990)
- 60e Parallèle, chez M.F.A./Naxos (1997)
- En écho et Neptune, chez Accord (1998)
- La Musique de chambre, chez Accroche note (2007)

## Distinctions

### Prix
- 1976 : Prix de la musique de chambre par la SACEM
- 1988 : Prix de la meilleure réalisation musicale de la SACEM, pour Jupiter
- 1998 : Grand Prix de composition de la Ville de Paris
- 1999 : Grand Prix de la musique symphonique par la SACEM
- 2001 : Grand Prix de la SACD pour K…
- 2001 : Prix de la critique musicale pour K…
- 2002 : Prix Pierre 1er de Monaco pour K…
- 2012 : Compositeur de l'année aux Victoires de la musique classique pour La Nuit de Gutenberg

### Décorations
- 2014 : Officier de l'ordre des Arts et des Lettres[4]

## Publications
- La Note et le Son : écrits et entretiens, 1981-1998, avec un avant-propos de Danielle Cohen-Lévinas, coll. « Musique et musicologie : Les dialogues », éditions L'Harmattan, Paris, 1998  (ISBN 273846985X)
- Va-et-vient : entretiens avec Daniela Langer, éditions Musica Falsa, coll. « Paroles », Paris, 2001  (ISBN 2951238630)
- La Musique du temps réel : entretiens avec Omer Corlaix et Jean-Guillaume Lebrun, éditions Musica Falsa, coll. « Paroles », Paris, 2012  (ISBN 978-2-915794-56-4)
- Les Neurones enchantés : la musique et le cerveau, discussion avec Pierre Boulez et Jean-Pierre Changeux, Odile Jacob, 2014  (ISBN 9782738131737)
- L'Invention de la musique, leçon inaugurale du Collège de France, Fayard, 2017  (ISBN 9782213704753)
- La Musique en questions : entretiens avec Philippe Manoury, éditions Aedam-Musicae, Paris, 1998  (ISBN 978-2-919046-72-0). Depuis la disparition de cette édition, l'intégralité de ce texte est disponible sur le site de Philippe Manoury : philippemanoury.com